# Megatyphlops brevis
Megatyphlops brevis là một loài rắn trong họ Typhlopidae. Loài này được Scortecci mô tả khoa học đầu tiên năm 1929.